# Nuoto ai campionati mondiali di nuoto 2022 - 400 metri stile libero maschili
La gara di nuoto dei 400 metri stile libero maschili dei campionati mondiali di nuoto 2022 è stata disputata il 18 giugno 2022 presso la Duna Aréna di Budapest. Vi hanno preso parte 42 atleti provenienti da 37 nazioni.
La competizione è stata vinta dal nuotatore australiano Elijah Winnington, mentre l'argento e il bronzo sono andati rispettivamente al tedesco Lukas Märtens e al brasiliano Guilherme da Costa.

## Podio
| Posizione | Atleta             | Nazionalità |
| --------- | ------------------ | ----------- |
| Oro       | Elijah Winnington  | Australia   |
| Argento   | Lukas Märtens      | Germania    |
| Bronzo    | Guilherme Da Costa | Brasile     |

## Programma
| Data           | Ora (UTC+2) | Turno    |
| -------------- | ----------- | -------- |
| 18 giugno 2022 | 09:16       | Batterie |
| 18 giugno 2022 | 18:02       | Finale   |

## Record
Prima della competizione il record del mondo e il record dei campionati erano i seguenti:
| Record mondiale       | 3'40"07 | Paul Biedermann Germania | 26 luglio 2009 Roma, Italia |
| Record dei campionati | 3'40"07 | Paul Biedermann Germania | 26 luglio 2009 Roma, Italia |

Nel corso della competizione non sono stati migliorati.

## Risultati

### Batterie
| Pos. | Batteria | Corsia | Atleta              | Nazionalità       | Tempo   | Note |
| ---- | -------- | ------ | ------------------- | ----------------- | ------- | ---- |
| 1    | 4        | 5      | Felix Auböck        | Austria           | 3'43"83 | Q    |
| 2    | 4        | 4      | Elijah Winnington   | Australia         | 3'44"42 | Q    |
| 3    | 4        | 2      | Guilherme da Costa  | Brasile           | 3'44"52 | Q,   |
| 4    | 5        | 4      | Lukas Märtens       | Germania          | 3'45"04 | Q    |
| 5    | 4        | 3      | Kieran Smith        | Stati Uniti       | 3'45"70 | Q    |
| 6    | 3        | 4      | Kim Woo-min         | Corea del Sud     | 3'45"87 | Q    |
| 7    | 4        | 1      | Trey Freeman        | Stati Uniti       | 3'46"12 | Q    |
| 8    | 5        | 6      | Marco De Tullio     | Italia            | 3'46"47 | Q    |
| 9    | 5        | 3      | Mack Horton         | Australia         | 3'46"57 |      |
| 10   | 5        | 2      | Antonio Djakovic    | Svizzera          | 3'46"90 |      |
| 11   | 5        | 5      | Henning Mühlleitner | Germania          | 3'47"17 |      |
| 12   | 5        | 7      | Lorenzo Galossi     | Italia            | 3'47"19 |      |
| 13   | 5        | 8      | Marwan El-Kamash    | Egitto            | 3'47"21 |      |
| 14   | 4        | 7      | Daniel Jervis       | Gran Bretagna     | 3'48"66 |      |
| 15   | 3        | 2      | Khiew Hoe Yean      | Malaysia          | 3'48"72 |      |
| 16   | 3        | 9      | Bar Soloveychik     | Israele           | 3'49"87 |      |
| 17   | 3        | 5      | Dimitrios Markos    | Grecia            | 3'49"93 |      |
| 18   | 4        | 6      | Danas Rapšys        | Lituania          | 3'50"03 |      |
| 19   | 5        | 1      | Henrik Christiansen | Norvegia          | 3'50"18 |      |
| 20   | 5        | 0      | Kregor Zirk         | Estonia           | 3'50"62 |      |
| 21   | 3        | 6      | Jeremy Bagshaw      | Canada            | 3'50"77 |      |
| 22   | 3        | 8      | Juan Manuel Morales | Colombia          | 3'51"50 |      |
| 23   | 4        | 8      | Ji Xinjie           | Cina              | 3'51"84 |      |
| 24   | 4        | 9      | Mychajlo Romančuk   | Ucraina           | 3'52"92 |      |
| 25   | 5        | 9      | Zhang Ziyang        | Cina              | 3'53"55 |      |
| 26   | 4        | 0      | Nguyễn Huy Hoàng    | Vietnam           | 3'54"05 |      |
| 27   | 2        | 5      | Glen Lim Jun Wei    | Singapore         | 3'54"63 |      |
| 28   | 2        | 1      | Pavel Alovatki      | Moldavia          | 3'55"64 |      |
| 29   | 3        | 0      | Yordan Yanchev      | Bulgaria          | 3'56"52 |      |
| 30   | 3        | 1      | José Paulo Lopes    | Portogallo        | 3'56"59 |      |
| 31   | 2        | 2      | Tonnam Kanteemool   | Thailandia        | 3'56"96 |      |
| 32   | 3        | 7      | Cheuk Ming Ho       | Hong Kong         | 3'58"38 |      |
| 33   | 2        | 3      | Kushagra Rawat      | India             | 3'59"69 |      |
| 34   | 2        | 4      | Wesley Roberts      | Isole Cook        | 4'00"67 |      |
| 35   | 2        | 6      | Irakli Revishvili   | Georgia           | 4'02"01 |      |
| 36   | 2        | 7      | Adib Khalil         | Libano            | 4'02"64 |      |
| 37   | 2        | 8      | Noah Mascoll-Gomes  | Antigua e Barbuda | 4'02"93 |      |
| 38   | 2        | 0      | Loris Bianchi       | San Marino        | 4'04"57 |      |
| 39   | 2        | 9      | Ramazan Omarov      | Kirghizistan      | 4'16"22 |      |
| 40   | 1        | 3      | Muhammad Siddiqui   | Pakistan          | 4'18"03 |      |
| 41   | 1        | 4      | Haziq Samil         | Brunei            | 4'23"59 |      |
| 42   | 1        | 5      | Charles Bennici     | Cambogia          | 4'26"82 |      |
| -    | 3        | 3      | Matthew Sates       | Sudafrica         | -       | dns  |

### Finale
| Pos.    | Corsia | Atleta             | Nazionalità   | Tempo   | Note |
| ------- | ------ | ------------------ | ------------- | ------- | ---- |
| Oro     | 5      | Elijah Winnington  | Australia     | 3'41"22 |      |
| Argento | 6      | Lukas Märtens      | Germania      | 3'42"85 |      |
| Bronzo  | 3      | Guilherme da Costa | Brasile       | 3'43"31 |      |
| 4       | 4      | Felix Auböck       | Austria       | 3'43"58 |      |
| 5       | 8      | Marco De Tullio    | Italia        | 3'44"14 |      |
| 6       | 7      | Kim Woo-min        | Corea del Sud | 3'45"64 |      |
| 7       | 2      | Kieran Smith       | Stati Uniti   | 3'46"43 |      |
| 8       | 1      | Trey Freeman       | Stati Uniti   | 3'46"53 |      |